# Большевистское сельское поселение (Кировская область)
Большевистское сельское поселение  — муниципальное образование в составе Сунского района Кировской области России.
Центр — посёлок Большевик.

## История
Большевистское сельское поселение образовано 1 января 2006 года согласно Закону Кировской области от 07.12.2004 № 284-ЗО.
27 июля 2007 года Законом Кировской области № 151-ЗО в состав Большевистского сельского поселения включены населённые пункты Верхосунского и Муринского сельских поселений.

## Население
| 2010  | 2012  | 2013  | 2014  | 2015  | 2016  | 2017  |
| ----- | ----- | ----- | ----- | ----- | ----- | ----- |
| 1948  | ↘1854 | ↘1788 | ↘1719 | ↘1660 | ↘1603 | ↘1538 |
| 2018  | 2019  | 2020  | 2021  |       |       |       |
| ↘1491 | ↘1437 | ↘1367 | ↘1250 |       |       |       |

## Состав
| №  | Населённый пункт | Тип населённого пункта          | Население |
| -- | ---------------- | ------------------------------- | --------- |
| 1  | Большевик        | посёлок, административный центр | 658       |
| 2  | Боталы           | деревня                         | 2         |
| 3  | Быковская        | деревня                         | 0         |
| 4  | Верхосунье       | село                            | 308       |
| 5  | Гари             | деревня                         | 99        |
| 6  | Годневщина       | деревня                         | 2         |
| 7  | Горюнок          | деревня                         | 0         |
| 8  | Грамотушка       | деревня                         | 0         |
| 9  | Дворища          | деревня                         | 90        |
| 10 | Жабриевская      | деревня                         | 141       |
| 11 | Истек            | деревня                         | 3         |
| 12 | Камешница        | деревня                         | 0         |
| 13 | Киселиха         | деревня                         | 28        |
| 14 | Лебедка          | деревня                         | 32        |
| 15 | Могильник        | деревня                         | 2         |
| 16 | Моденовская      | деревня                         | 12        |
| 17 | Мурино           | деревня                         | 168       |
| 18 | Новый            | посёлок                         | 293       |
| 19 | Осиновица        | деревня                         | 0         |
| 20 | Ошеть            | село                            | 21        |
| 21 | Перескоки        | деревня                         | 33        |
| 22 | Роспиты          | деревня                         | 0         |
| 23 | Рябовская        | деревня                         | 3         |
| 24 | Савиново         | деревня                         | 0         |
| 25 | Сиковщина        | деревня                         | 12        |
| 26 | Софроны          | деревня                         | 1         |
| 27 | Спасская         | деревня                         | 5         |
| 28 | Станоговская     | деревня                         | 6         |
| 29 | Темерево         | деревня                         | 5         |
| 30 | Ямное            | деревня                         | 24        |